# Oszip Emiljevics Mandelstam

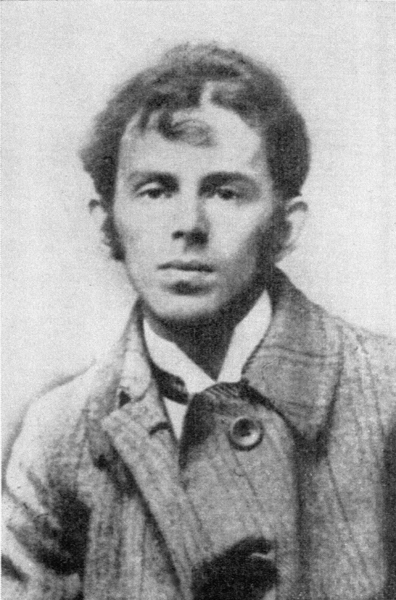
Oszip Emiljevics Mandelstam

Oszip Emiljevics Mandelstam (oroszul Осип Эмильевич Мандельштам, Varsó, 1891. január 15. – 1938. december 27.) orosz költő és esszéíró volt, az akmeista iskola egyik kiemelkedő tagja, Sztálin diktatúrájának egyik legismertebb áldozata a művészvilágban.

## Pályája
Módos zsidó családban született Lengyelországban. Apja bőrkereskedő volt. Sikerült felmentést kapnia a zsidók letelepedését csak egy bizonyos övezetben engedélyező szabály alól, és nem sokkal Oszip születése után a család Szentpétervárra költözött. 1900-ban Oszipot a tekintélyes Tyenyisev-iskolába íratták, ahol az orosz kultúra több kiemelkedő alakja is végzett, köztük például Vlagyimir Vlagyimirovics Nabokov. Mandelstam első versei az iskolai almanachban jelentek meg 1907-ben.
1908 áprilisában a párizsi Sorbonne egyetemre iratkozott be hogy irodalmat és filozófiát tanuljon, a következő évben azonban a Heidelbergi Egyetemre ment át. 1911-ben, hogy a numerus clausus kikerülésével beiratkozhasson a Szentpétervári Egyetemre, metodista hitre tért (de a hitet nem gyakorolta).
Költészete kezdetben erősen populista volt, később azonban a szimbolizmushoz kötődött. 1911-ben más orosz költőkkel együtt létrehozták a „Költők Céhét”, amelyet Nyikolaj Sztyepanovics Gumiljov és Szergej Mitrofanovics Gorogyeckij vezettek. E csoport magja hozta létre az akmeista irányzatot. Az irányzat manifesztumát – Az akmeizmus reggele (1913, megjelent 1919-ben) – Mandelstam írta. 1913-ban jelent meg első verseskötete, A kő (oroszul: Камень), amelyet jelentősen bővített formában ugyanezen a címen 1916-ban újra kiadtak.
1922-ben a frissen nősült Mandelstam feleségével, Nagyezsdával Moszkvába érkezett. Ugyanebben az időben jelent meg második kötete, a Trisztia, Berlinben. Ezután évekig nem írt verseket, az esszé- és memoárírásra és az irodalomkritikára koncentrált, illetve kisprózát írt. Ugyanakkor egy újságnál is dolgozott, és jelentős fordítói munkát végzett: hat év alatt 19 könyvet fordított le.
Mandelstam egyáltalán nem titkolta, hogy nem kedveli a szovjet rendszert. Elégedetlensége 1933 őszén nyilvánvaló, kézzelfogható formát öltött: megírta a híres Sztálin-epigrammát (Мы живем, под собою не чуя страны...).

### Letartóztatásai

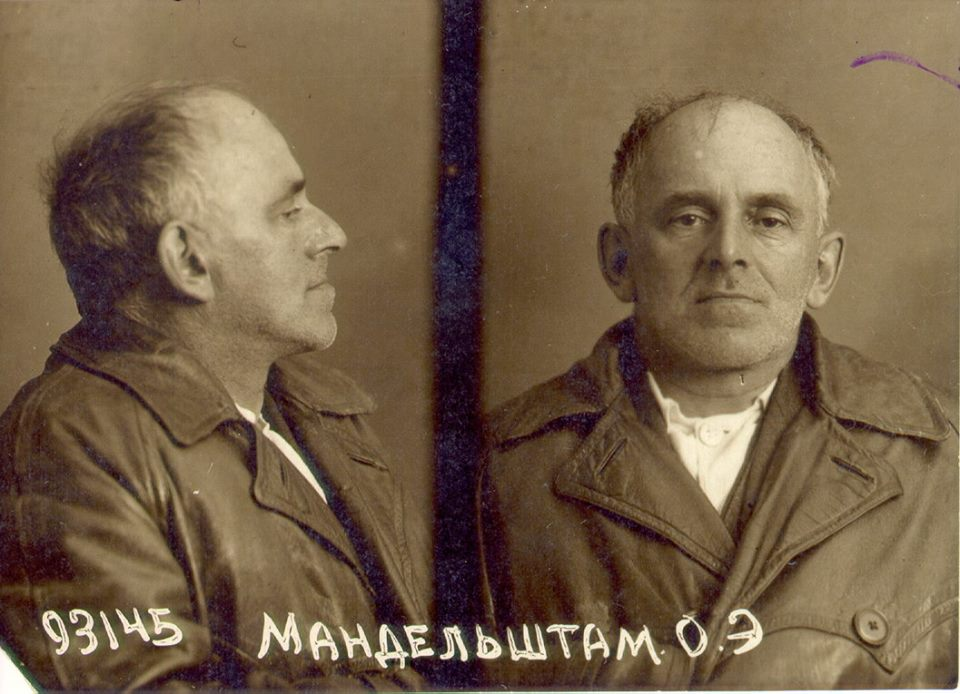
NKVD-fotó második letartóztatásakor

A „kremli hegylakót” élesen elítélő költeményt, amely Mandelstam halálos ítéletévé vált, valószínűleg azok az élményei íratták vele, amelyet 1933-ban, krími nyaralásakor szerzett a nagy éhínségről, amely az erőltetett mezőgazdasági kollektivizálás, a kulákok elleni osztályharc és sokak szerint Sztálin ukránok iránti gyűlölete idézett elő. Hat hónappal később Mandelstamot letartóztatták.
A szokásos kihallgatás után ekkor még megkímélték az életét. Még csak munkatáborba sem küldték. Ezt a csodaszámba menő bánásmódot a történészek általában azzal magyarázták, hogy Sztálin nem akarta valamilyen okból kivégeztetni a versért. „Csak” száműzték, az észak-uráli Cserdinybe, feleségével együtt. Miután öngyilkosságot kísérelt meg, enyhítették a büntetését és kitiltották a nagyobb városokból, de megengedték neki, hogy egyébként maga válassza ki, hol fog élni. Voronyezsbe költöztek.
Ez csak átmeneti megoldást jelentett. A következő években Mandelstam, ahogy elvárták tőle, Sztálint dicsőítő verseket írt (még Sztálin-ódát is), de 1937-ben a nagy tisztogatás során a hivatalos irodalmi közbeszédben sorozatos támadások indultak ellene, először helyileg, majd Moszkvában is. Azzal vádolták, hogy nézetei szovjetellenesek. A következő évben Mandelstam és felesége kormánybeutalót kapott egy Moszkvához közeli üdülőhelyre. Megérkezésük után letartóztatták.
Négy hónappal később Mandelstamot kényszermunkára ítélték. Amikor megérkezett egy Vlagyivosztokhoz közeli átmeneti táborba, még sikerült eljuttatnia egy üzenetet feleségéhez, amelyben meleg ruhákat kért. De már nem kaphatta meg őket. Halálának hivatalos magyarázata betegség volt, részletezés nélkül. Saját jóslata vált valóra: „A költészetet csak Oroszországban becsülik: megöleti az embert. Hol másutt ilyen közönséges gyilkossági indok a költészet?”
Varlam Salamov egyik elbeszélése (Cherry Brandy) állítólag a költő haldoklásának krónikája. 
Nagyezsda Mandelstam két memoárkötetet is írt férjéről és életükről, társaságukról, az első (Воспоминания) 1990-ben magyarul is megjelent Emlékeim címmel.

## Magyarul megjelent kötetei
- Csillapíthatatlan szavak; vál. Pór Judit, ford. Garai Gábor et al.; Európa, Bp., 1975
- Farkaskopó század. Mandelstam versek; ford. Erdődi Gábor; Unikornis, Bp., 1991
- Sófényű csillagok; ford. Bajcsi Cecília et al., szerk. Halmos Ferenc, előszó, jegyz. Szilágyi Ákos; Móra-Talizmán, Bp., 1991
- Árnyak tánca. Esztétikai írások; vál., szerk., utószó Erdődi Gábor, ford. Erdélyi Z. János et al.; Széphalom Könyvműhely, Bp., 1992
- Az idő zúgása. Elbeszélések; ford. Harsányi Éva, Páll Erna, Bratka László, vál. Erdődi Gábor, jegyz. Bratka László, utószó Szilárd Léna; Széphalom Könyvműhely, Bp., 1997

## Fordítás
- Ez a szócikk részben vagy egészben  az   Osip Mandelstam című angol Wikipédia-szócikk ezen változatának fordításán alapul.  Az eredeti cikk szerkesztőit annak laptörténete sorolja fel. Ez a jelzés csupán a megfogalmazás eredetét és a szerzői jogokat jelzi, nem szolgál a cikkben szereplő információk forrásmegjelöléseként.